# Championnat du Mali de football 2003
Navigation
Saison précédente Saison suivante
La saison 2003 du Championnat du Mali de football était la 36e édition de la première division malienne à poule unique, la Première Division. Les quatorze meilleurs clubs maliens sont regroupés au sein d'une poule unique où ils s'affrontent deux fois, à domicile et à l'extérieur. Les deux derniers du classement sont relégués en fin de saison et remplacés par les deux meilleurs clubs de Deuxième division.
C'est le Stade malien, triple tenant du titre, qui remporte à nouveau la compétition après avoir terminé en tête du classement final, avec deux points d'avance sur Djoliba AC et neuf sur le Cercle olympique de Bamako. C'est le douzième titre de champion du Mali de l'histoire du club.

## Les clubs participants
| - Djoliba AC - AS Real Bamako - Cercle olympique de Bamako - USFAS Bamako - Centre Salif Keita - AS Commune II - AS Biton | - Stade malien - AS Tata National - Promu de Deuxième division - AS Renaissance Ségou - Promu de Deuxième division - Etoile sportive de Darsalam - AS Mandé Bamako - AS Nianan - AS Bamako |

## Compétition

### Classement
Le barème de points servant à établir le classement se décompose ainsi :
- Victoire : 3 points
- Match nul : 1 point
- Défaite : 0 point

| Rang | Équipe                      | Pts | J  | G  | N  | P  | Bp | Bc | Diff |
| ---- | --------------------------- | --- | -- | -- | -- | -- | -- | -- | ---- |
| 1    | Stade malienT               | 62  | 26 | 19 | 5  | 2  | 57 | 14 | +43  |
| 2    | Djoliba ACC                 | 60  | 26 | 19 | 3  | 4  | 58 | 11 | +47  |
| 3    | Cercle olympique de Bamako  | 53  | 26 | 16 | 5  | 5  | 45 | 17 | +28  |
| 4    | AS Nianan                   | 46  | 26 | 13 | 7  | 6  | 40 | 22 | +18  |
| 5    | Centre Salif Keita          | 44  | 26 | 11 | 11 | 4  | 35 | 17 | +18  |
| 6    | AS Bamako                   | 42  | 26 | 12 | 6  | 8  | 36 | 24 | +12  |
| 7    | AS Mandé Bamako             | 32  | 26 | 8  | 8  | 10 | 21 | 23 | -2   |
| 8    | AS Commune II               | 30  | 26 | 7  | 9  | 10 | 20 | 34 | -14  |
| 9    | AS Biton                    | 29  | 26 | 7  | 8  | 11 | 19 | 34 | -15  |
| 10   | AS Tata NationalP           | 29  | 26 | 8  | 5  | 13 | 28 | 47 | -19  |
| 11   | USFAS Bamako                | 27  | 26 | 5  | 12 | 9  | 23 | 33 | -10  |
| 12   | AS Real Bamako              | 24  | 26 | 6  | 6  | 14 | 23 | 36 | -13  |
| 13   | Etoile sportive de Darsalam | 12  | 26 | 3  | 3  | 20 | 13 | 54 | -41  |
| 14   | AS Renaissance SégouP       | 10  | 26 | 2  | 4  | 20 | 9  | 61 | -52  |

|  | Qualification pour la Ligue des champions de la CAF 2004                             |
|  | Qualification pour la Coupe de la confédération 2004                                 |
|  | Relégation en Deuxième division                                                      |
|  | T : Tenant du titre C : Vainqueur de la Coupe du Mali P : Promu de Deuxième division |

## Bilan de la saison
| Championnat du Mali de football 2003 |                             |
| Champion                             | Stade malien (12e titre)    |
| Coupes et trophées                   |                             |
| Vainqueur de la Coupe du Mali 2003   | Djoliba AC                  |
| Qualifications continentales         |                             |
| Ligue des champions de la CAF 2004   | Stade malien                |
| Coupe de la confédération 2004       | Cercle olympique de Bamako  |
| Promotions et relégations            |                             |
| Promus en Division 1                 | AS Sigui Kayes              |
| Promus en Division 1                 | AS Moribabougou             |
| Relégués en Division 2               | AS Renaissance Ségou        |
| Relégués en Division 2               | Etoile sportive de Darsalam |